# Tore Pedersen
Tore André Pedersen (Fredrikstad, 29 september 1969) is een voormalig Noors voetballer.

## Interlandcarrière
Pedersen speelde 47 interlands voor het Noors nationaal elftal. Onder leiding van bondscoach Ingvar Stadheim maakte hij zijn debuut in de EK-kwalificatiewedstrijd in en tegen de Sovjet-Unie (2-0), net als Erik Pedersen (Tromsø IL) en Tore André Dahlum (IK Start).